# Placanica
Placanica (anticamente Mocta Paganica, Paganica, Παγκανική in greco, Lakònika in greco-calabro) è un comune italiano di 976 abitanti della città metropolitana di Reggio Calabria, in Calabria.

## Geografia fisica
Placanica sorge su una collina tra la fiumara Precariti e il torrente Càstore o Fiorello ed è situato in prossimità delle coste del mare Jonio.

## Storia
(Diario di un viaggio a piedi Edward Lear, 1847)
L'abitato originario risale al XII secolo e fino al 1816 ebbe il nome di Motta Placanica. I primi feudatari del paese furono gli Arcadi, seguiti dai Licandro, Musitano e Passerelli. Il territorio di Placanica, così come la zona dove oggi è ubicato il suo centro storico, erano già abitati nell'antichità. Ciò è provato anche dalla circostanza che nel corso della riqualificazione della parte centrale del paese, alcuni scavi hanno portato alla luce i resti di un abitato risalente all'età del bronzo medio e nella zona dove sorge il castello sono riaffiorati reperti del periodo greco.
L'origine di Placanica, in base a quanto tramandato dalla tradizione e attestato anche dalla denominazione di alcune chiese, è da collocare nel periodo bizantino e all'arrivo nella Calabria jonica dei monaci greci che, fuggiti dalle lotte iconoclaste e dai musulmani che imperversavano in Oriente, fondarono numerosi monasteri anche nei territori delle città di Castelvetere e di Stilo, limitrofi a quello di Placanica.
Nel 1310, Placanica era feudo di Enrico Ruffo, fratello di Folco e figlio Guglielmo. Con molta probabilità fu in questo periodo che venne cinta di mura difensive prendendo il nome di Motta Placanica, in quanto il toponimo Motta significa altura fortificata. Infatti nel 1333 veniva denominata Motta Placanica, e nel paese era presente anche una comunità di ebrei (iudeis Placanicae) che pagavano i diritti sulle terre possedute al feudatario Guglielmo Ruffo.
Tra questi giudei vi erano: Saydonus, Farionus, Farachi, Aronus. Guglielmo Ruffo era ancora feudatario nel 1335, gli succedette il figlio Enrico e a questi il figlio Antonello, che nel corso della rivolta di Antonio Centelles si schierò con quest'ultimo contro gli Aragonesi, per poi fare ritorno con gli Aragonesi. Nel 1378, Antonello Ruffo stipulò un accordo con Saurina Ruffo per le 300 once che le spettavano sul castello di Placanica.
Motta Placanica rimase feudo dei Ruffo per tutto il XIV secolo. Nel 1427 risultava signore feudale un altro Enrico Ruffo, il terzo della serie, che era feudatario anche di Brancaleone e al quale il 4 febbraio di quell'anno vennero confermati da re Ladislao tutti i privilegi concessi per il feudo di Placanica. Il 10 novembre 1428 venne confermato a Enrico Ruffo il possesso di Motta Placanica da parte del re Ladislao.
Nel corso del XVI secolo finì la dominazione dei Ruffo su Placanica che passò alla famiglia Caracciolo Rosso, la svolta del possesso feudale fu nel matrimonio tra Enrichetta de Ascaris e Berardi Caracciolo, a cui aspettavano le entrate di Placanica che aveva 52 fuochi o nuclei famigliari.in questo secolo Placanica registrò un miglioramento sociale ed economico che portò a un aumento della popolazione.
Il 30 novembre 1540 in Napoli, l'imperatore Carlo quinto concesse il privilegio a Placanica di diventare Camera Riservata. Nel 1570 per pagare i debiti di Cola Antonio Caracciolo, la Baronia di Motta Placanica fu venduta per il prezzo di 33.000 ducati a Domenico De Licandro di Messina, al quale succedette il figlio Giovanni che dopo poco tempo già si trovava in causa con il parlamento placanichese per aver diffuso la peste nel paese.
Nel 1637 Placanica venne restituita a Carlo De Licandro che la vendette al dottor Girolamo Passerelli, nel 1645 il figlio dell'omonimo per far fronte ai debiti fu costretto a vendere la terra di Placanica al convento di San Domenico di Soriano che l'acquisto tramite il procuratore Antonio Musso per la somma di 30.000 ducati. Sempre per conto del suddetto convento nel 1654 Placanica venne venduta con tutti i diritti da Antonino Musso a Francesca Musitano per la somma di 29.500 ducati. Nel Settecento a Placanica ci furono gli ultimi feudatari, infatti la famiglia Clemente possedette Placanica per tutto il secolo fino all'eversione della feudalità nel 1806.
A Placanica era inoltre presente l'Universitas Civium, così era chiamato il comune nell'epoca feudale. Era un vero e proprio pubblico parlamento, infatti da sempre Placanica si dimostrava avanti per la propria autonomia, l'assemblea cittadina aveva potere deliberativo. Era formato da tutti i capifamiglia di sesso maschile e di età superiore ai diciotto anni e fino ai sessantacinque.

### Il terremoto del 1783
Anche Placanica come molti paesi della Calabria subì notevoli danni dalla serie di terremoti che sconvolsero la Calabria nel corso del 1783, i danni a Placanica ammontarono a 20.000 ducati. Il terremoto fece danni in tutto il paese, distruggendo torri, case, mulini e soprattutto le chiese.

### Le donne nel tempo a Placanica
Le donne erano dedite alla famiglia, al lavoro nei campi, a tessere e filare. Le vedove e le vergini costituivano la categoria sociale più povera. Le donne nubili erano dette vergini o solute. Prima di sposarsi quasi tutte le donne promesse spose si recavano dal notaio con i propri genitori e stipulavano con il futuro sposo i cosiddetti capitoli matrimoniali, nei quali si indicavano tutti i beni portati in dote.

## Monumenti e luoghi d'interesse

### Architetture religiose
- Convento dei padri domenicani, nel centro storico
- Chiesa di Santa Caterina
- Nella chiesa di San Basilio Magno si può ammirare il Tabernacolo del Gagini

### Architetture militari
- Castello medievale, costruito nel 1283 dalla famiglia Arcadi
- Torre di guardia a pianta circolare e le caratteristiche vie del rione San Leonardo
- Torre di Bardolino

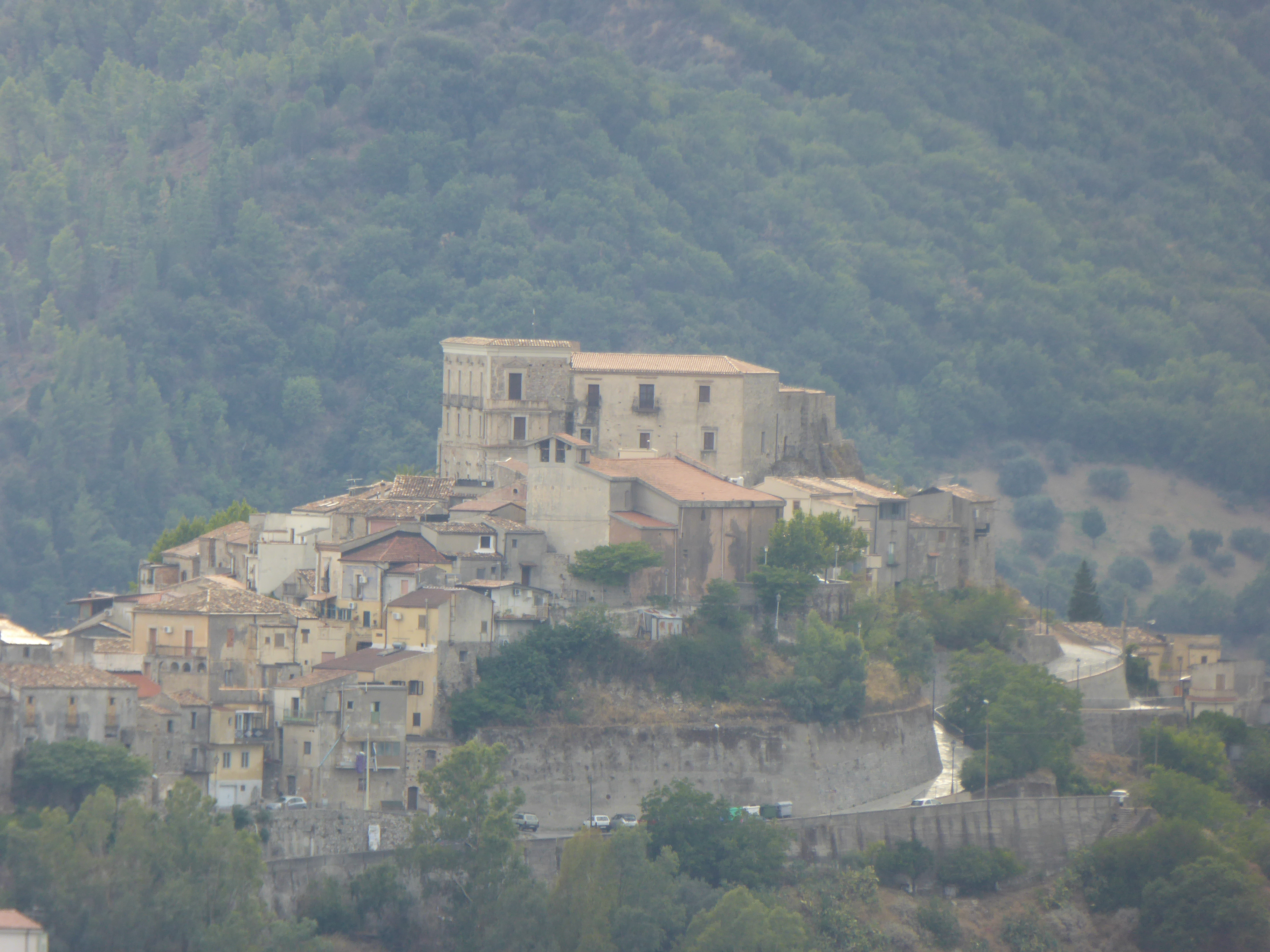
Castello di Placanica visto da Stignano (2018)
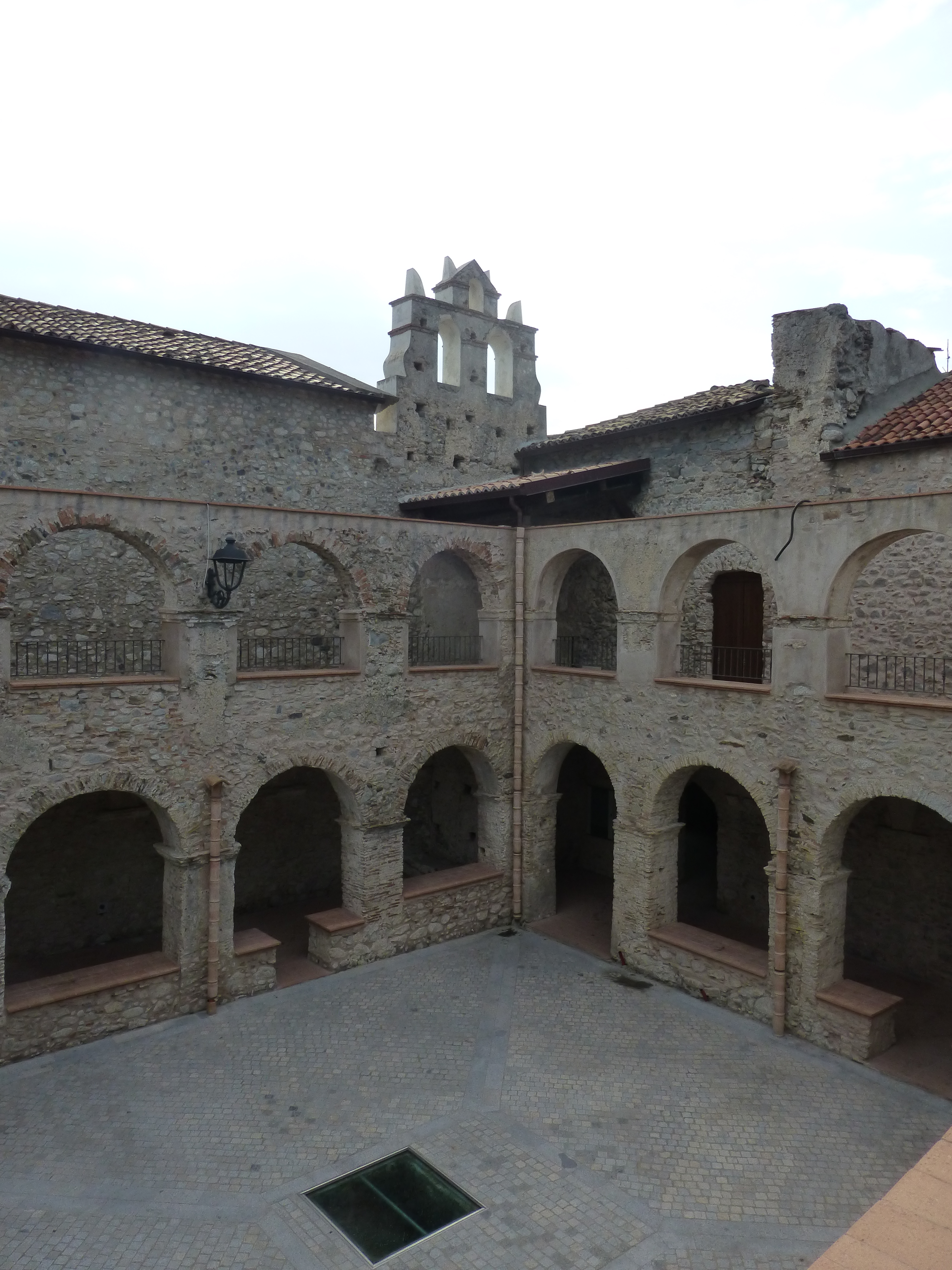
Convento dei Padri domenicani
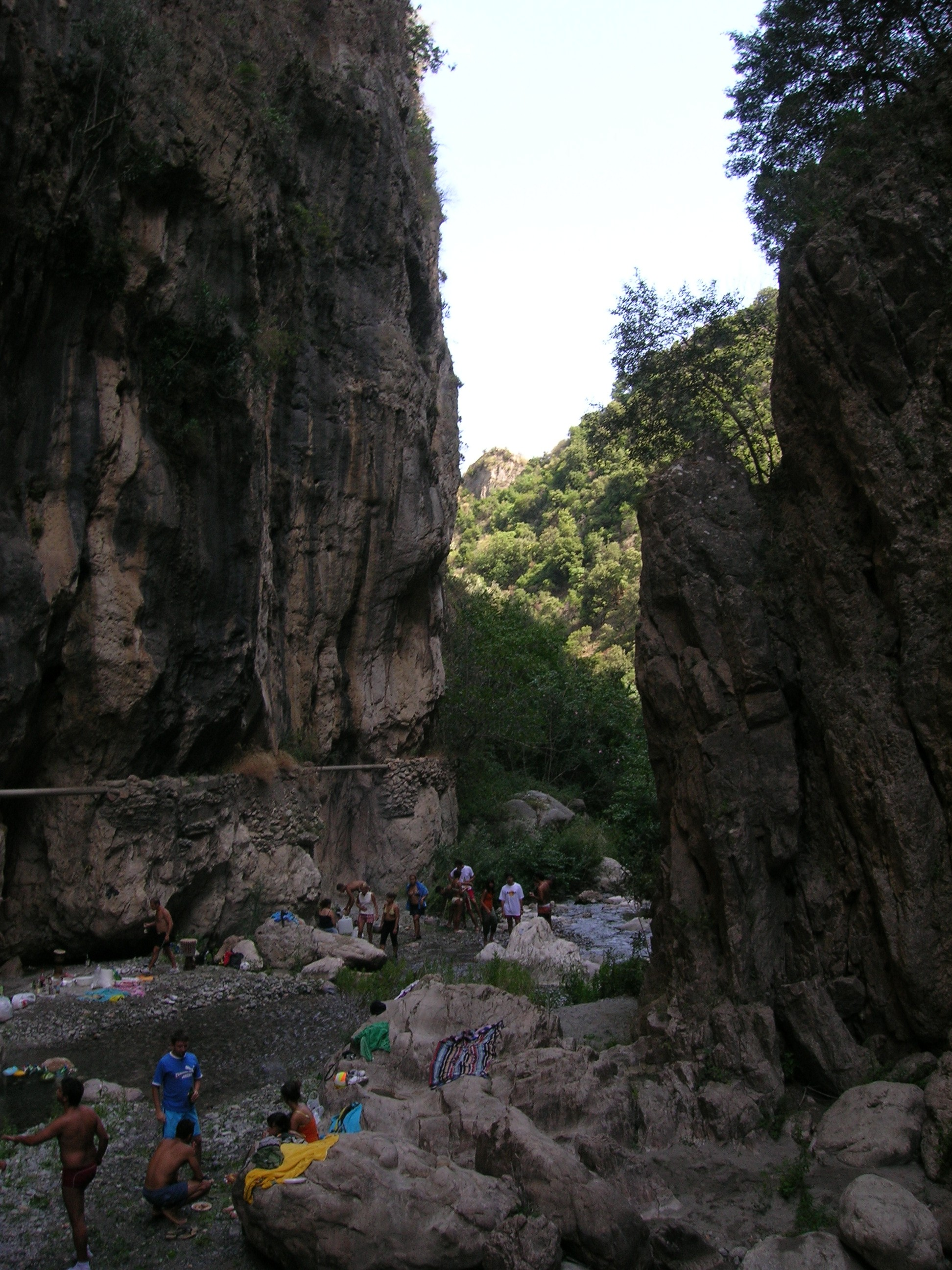
Le gole di Mazzuccari, scavate dal torrente Precariti
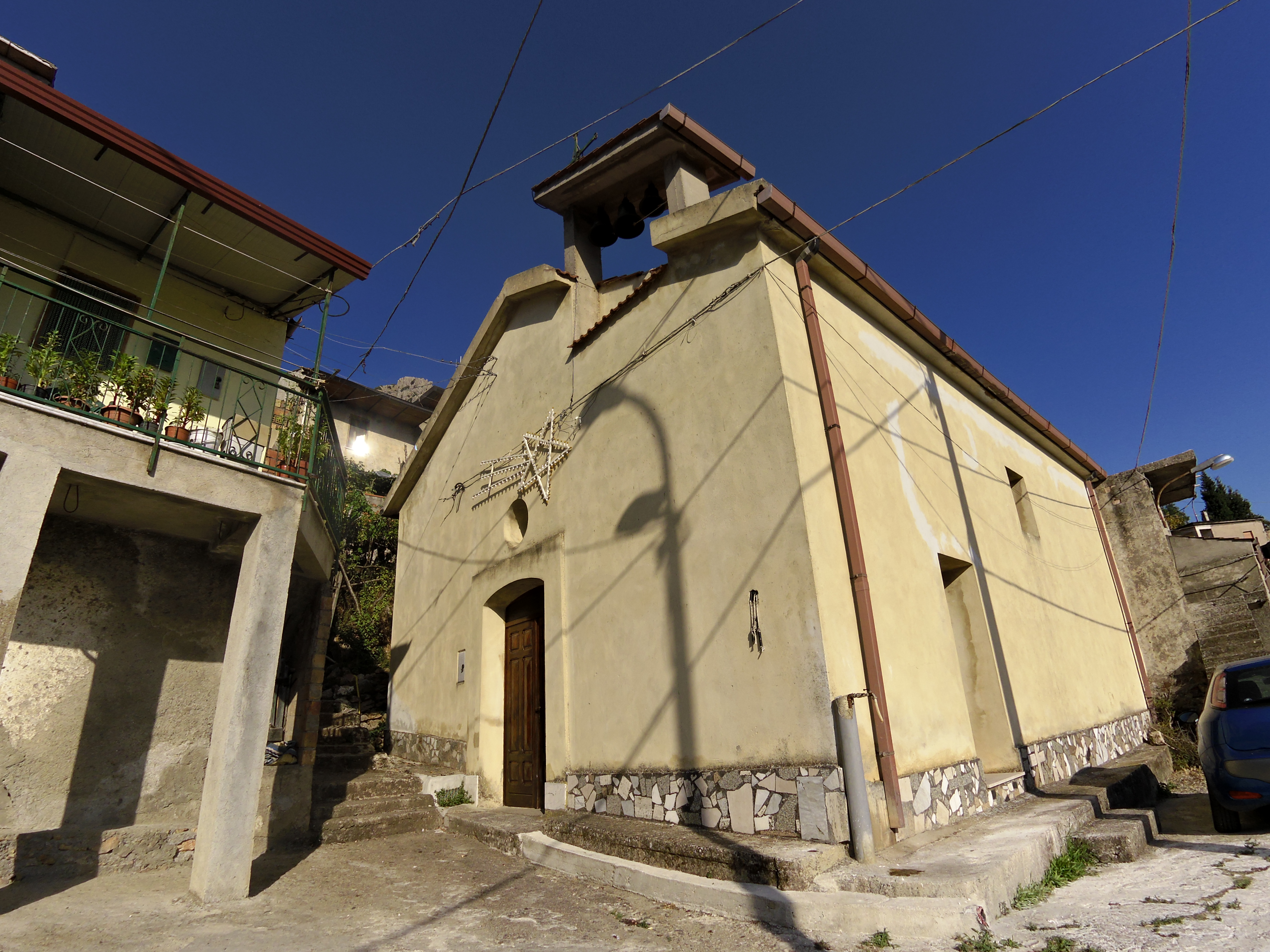
Chiesa in località Pietra (Agosto 2017)

## Società

### Evoluzione demografica
Abitanti censiti

## Cultura

### Eventi

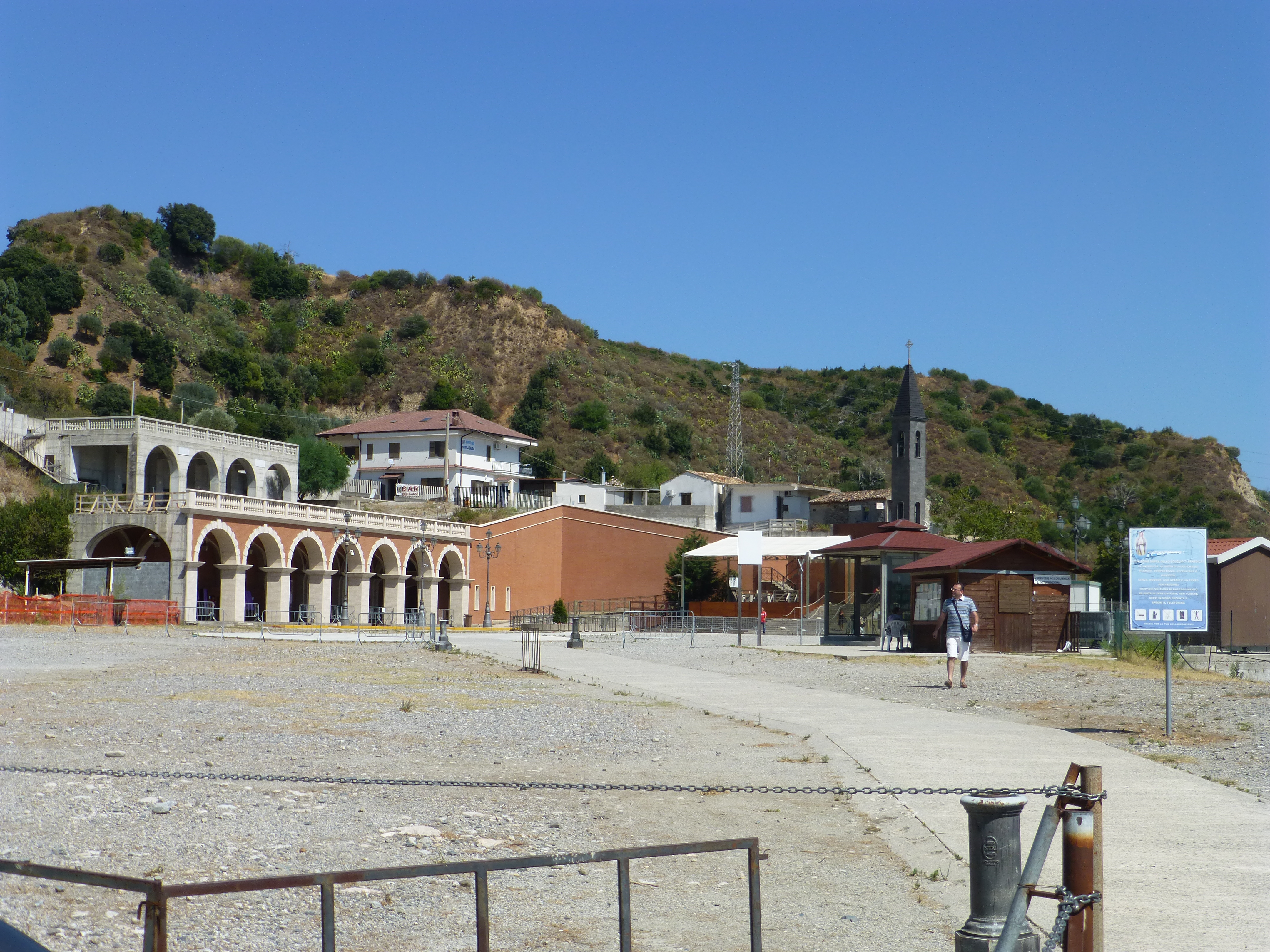
Madonna dello Scoglio

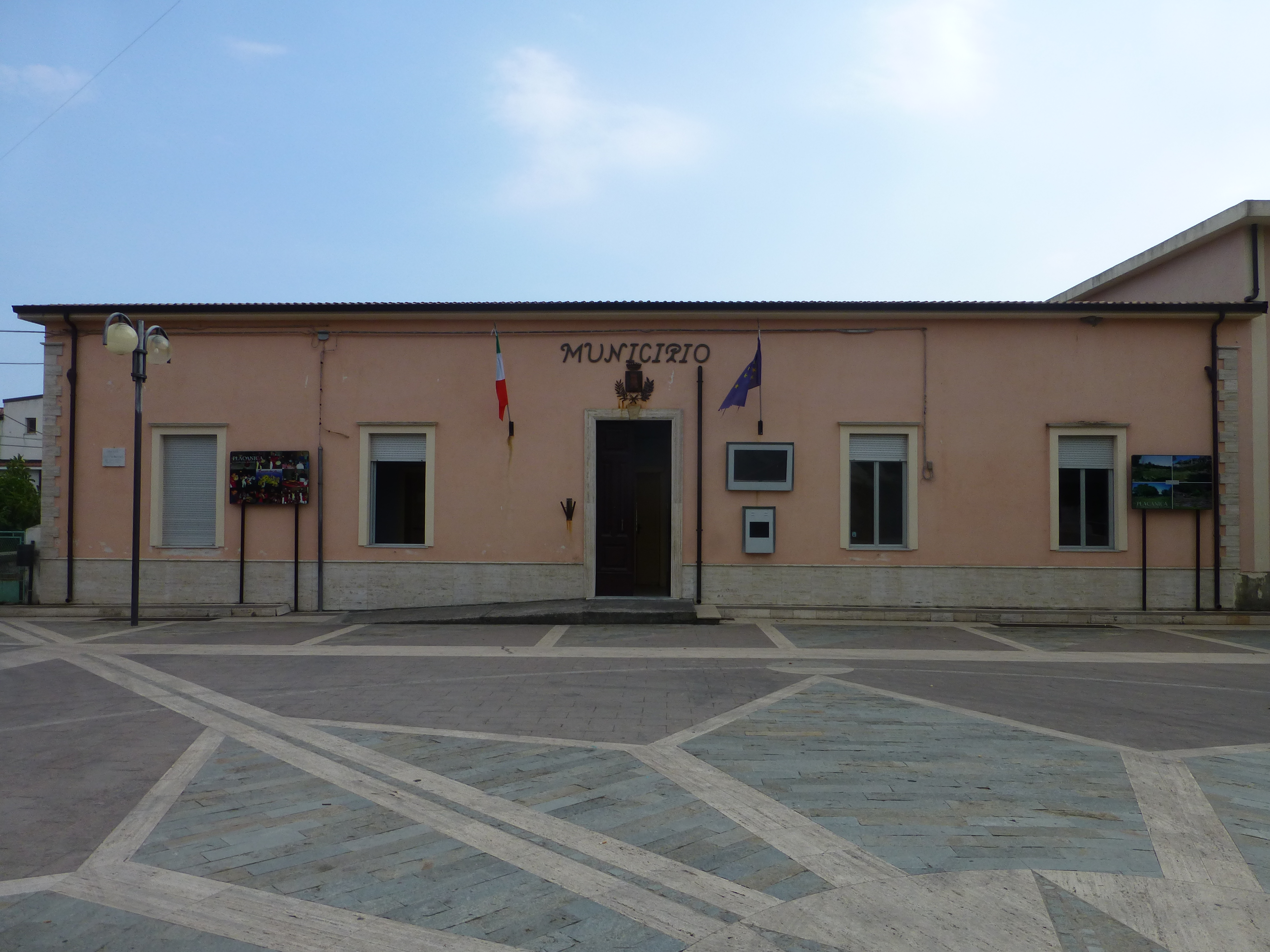
Municipio di Placanica

- Attualmente Placanica è meta di migliaia di pellegrini che giungono da varie parti per venerare la Madonna dello Scoglio nella frazione di Santa Domenica.
- 5 agosto festa sant'Emidio.
- Terza domenica di settembre festa Maria SS. Addolorata.

## Amministrazione
| Periodo          | Periodo           | Primo cittadino       | Partito                         | Carica                    | Note          |
| ---------------- | ----------------- | --------------------- | ------------------------------- | ------------------------- | ------------- |
| 30 agosto 1985   | 5 giugno 1990     | Pasquale Clemeno      | Democrazia Cristiana            | Sindaco                   | [ 4 ]         |
| 5 giugno 1990    | 4 giugno 1993     | Pasquale Clemeno      | Democrazia Cristiana            | Sindaco                   | [ 4 ]         |
| 31 luglio 1993   | 17 maggio 1994    | Pietro Macrì          | Democrazia Cristiana            | Sindaco                   | [ 5 ]         |
| 9 luglio 1994    | 24 aprile 1995    | Ilario Mongiardi      | Indipendente                    | Sindaco                   | [ 6 ]         |
| 24 aprile 1995   | 19 dicembre 1996  | Maria Rosalba Minniti | Lista civica di centro-sinistra | Sindaco                   | [ 7 ] [ 8 ]   |
| 19 dicembre 1996 | 28 aprile 1997    | Eugenio Barillà       |                                 | Commissario straordinario | [ 9 ]         |
| 28 aprile 1997   | 14 maggio 2001    | Antonio Condemi       | Lista civica di centro          | Sindaco                   | [ 10 ]        |
| 14 maggio 2001   | 30 maggio 2006    | Antonio Condemi       | Lista civica di centro          | Sindaco                   | [ 11 ]        |
| 30 maggio 2006   | 29 settembre 2006 | Pietro Schirripa      | Lista civica                    | Sindaco                   | [ 13 ] [ 14 ] |
| 19 ottobre 2006  | 15 novembre 2006  | Demetrio Martino      |                                 | Commissario prefettizio   | [ 15 ]        |
| 15 novembre 2006 | 29 maggio 2007    | Demetrio Martino      |                                 | Commissario straordinario | [ 16 ]        |
| 29 maggio 2007   | 22 maggio 2012    | Rocco Mario Clemeno   | Lista civica                    | Sindaco                   | [ 17 ]        |
| 6 dicembre 2012  | 12 giugno 2017    | Antonio Condemi       | Lista civica                    | Sindaco                   | [ 19 ]        |
| 12 giugno 2017   | 14 giugno 2022    | Antonio Condemi       | Lista civica                    | Sindaco                   | [ 21 ]        |
| 14 giugno 2022   | in carica         | Antonio Condemi       | Lista civica                    | Sindaco                   | [ 23 ]        |